# 巨泉・前武ゲバゲバ90分!
『巨泉・前武ゲバゲバ90分!』（きょせん・まえたけゲバゲバきゅうじゅっぷん）は、1969年10月7日から1970年3月31日、および1970年10月6日から1971年3月30日まで日本テレビ系列局で放送されていた日本テレビ製作のバラエティ番組である。カラー放送。

## 解説
放送作家出身者である大橋巨泉と前田武彦の掛け合いで進行する生放送パートと、事前収録したショートコントのパートで構成。録画撮影によるナンセンスなショートコントを、アイキャッチで挟んで矢継ぎ早に繋いでいく演出手法を採っていた。番組自体は、当時アメリカNBCで放送されていたコント番組『ラフ・イン（英語: Rowan & Martin's Laugh-In）』をモデルにしている。番組内のコントで多用されたハナ肇の「アッと驚く為五郎」や巨泉の「うーしししし」は流行語にもなった。
毎回150本とも言われた多くのショートコントを繋いでいくという演出手法は、「大人はコマーシャルの時間になるとトイレに行くが、子供は逆にコマーシャルの時にテレビの前に来る。なら本編はコマーシャルのような流れにすればいい」と言う考えによるものだった。
予算をふんだんに掛け、制作時間をたっぷり取り、収録中に一度でもNGを出したネタは二度と収録しないといった、贅沢な造りであった。放送作家陣が作り上げるネタの台本は、ディレクターの一人である齋藤太朗によれば「通常の番組の台本がB5判のところ、『ゲバゲバ』の台本はB4判で3センチぐらいの厚さだった」という。当然ボツになったネタも膨大な量に上り、齋藤は「1回分のボツ原稿を積み上げると1メートルぐらいになった」と語っている。なお総監修（放送作家のチーフ）として三木鶏郎が名を連ねているが、これは齋藤によれば「スポンサー対策」とのことで、実際には三木は本番組において一度もネタを書いていない。
進行は台本に完全に忠実でアドリブは一切許されず、一見雑談に見えるような所でも全て台本どおり展開されていた。前田が一言二言アドリブを入れただけで「台本どおりにやれ」と怒鳴られた程であったという。ただし、藤村俊二は当時を振り返った際に、台本を譜面に例えた上で「僕らはそこで、いかにアドリブで演奏するか、という作業が面白かった」と語っており、実際には出演者のアドリブによる演技も多々行われていた部分もあった。また、後に巨泉は日経BPのインタビュー記事（2006年1月27日付）で「ゲバゲバでもアドリブを言っていいのは僕と前田（武彦）さんと欽ちゃん（萩本欽一）だけだったんです」と語っている。
基本的に1回の収録には丸2日間を費やしていたが、1日の収録では約100本のギャグを収録し、セットチェンジや照明の直し・リハーサルを含めると1本録るのに約7分かかる計算であったため、休憩を考慮に入れずNGが全く無かったとしても最低で11時間半はかかるという長丁場であった。プロデューサーの井原高忠はあまりの手間のかかりように「あんな番組はバカバカしくて俺達が若返らない限り誰もやろうとする奴はいないだろう」と後に述べている。ディレクターの齋藤も当時の井原の様子を「サブコン（副調整室）でブドウ糖を打ちながら、酸素ボンベを脇において、酸素を吸いながらやってた」「（スタッフへの指示のため）とにかくしゃべり続けてないといけないから、酸欠になっちゃうのだ」と回想しているところからも、その過酷さがうかがえる。
放送3回目となる1969年10月21日放送分では、生放送部分に新宿駅前で全学連がデモ行進する模様（10.21国際反戦デー闘争）を挿入し、スタジオの巨泉・前武と小田急百貨店屋上からリポートする久保晴生（当時日本テレビアナウンサー）との掛け合いも放送された。
この番組はナイターオフ編成の番組であって、プロ野球ナイター中継がある時期には放送されなかった。その間は代わりに、ギャグの部分だけを選り抜いた再放送番組『巨泉・前武ゲバゲバ30分』（1970年5月 - 1970年9月、日曜 14:00 - 14:30）と『巨泉・前武ゲバゲバ60分!』（1971年4月 - 1971年9月、日曜 12:15 - 13:15）が日曜の昼下がりに放送されていた。双方ともタイトルに「巨泉・前武」を冠しているが、巨泉と前田による司会パートはない。このうち『ゲバゲバ60分!』は、神奈川県横浜市にある放送ライブラリーで1本分が公開されている。『巨泉・前武ゲバゲバ45分!』もあった。
この番組の後、『ゲバゲバ一座のちょんまげ90分!』というタイトルに変更し、内容を時代劇風にアレンジした番組が作られている。さらに、1982年3月30日にリバイバル作品『ゲバゲバ90分!+30』が製作された。また、この間の1976年4月29日には、日本の当時のアイドル歌手・野口五郎と、アメリカの操り人形「マペット」による特別版『輝け!五郎・マペット ゲバゲバ90分!』が、同局の『木曜スペシャル』で放送された。
2003年には、この番組を録画した旧式録画テープ99本が発見された。再生した映像を編集したDVD-BOX（詳細は節「#DVD-BOX」を参照）の販売に先立ち、2009年4月19日（日曜） 14:00 - 15:00 に日本テレビで『今甦る!巨泉・前武ゲバゲバ90分!』というスペシャル番組が放送された。司会進行役は中山秀征と夏目三久（当時日本テレビアナウンサー）であり、他にアンジャッシュと大島麻衣が出演した。
後に『ズームイン!!朝!』のプロデューサーとなる仁科俊介は、「『ゲバゲバ』からイメージが出来ていったので、『ズームイン』の元となったのは実は『ゲバゲバ』」とも話している。

## タイトルの由来
「ゲバゲバ」は小林信彦が命名。「ゲバゲバ」の「ゲバ」は、当時の学生運動などで国家権力に対する実力闘争を表す言葉として多用されたゲバルト（ドイツ語: Gewalt、暴力）に由来する。当時既に低予算・タレント任せの安易な企画で粗製濫造されていたテレビバラエティ番組に対する警鐘として「ゲバルト」を用いた。
この番組の開始に先立って1969年4月に若松孝二監督の映画『処女ゲバゲバ』が公開されている。この題名は大島渚によって命名された。

## 出演者
第1期および第2期
小松方正、宍戸錠、常田富士男、藤村俊二、コント55号、大辻伺郎、熊倉一雄、朝丘雪路、松岡きっこ、小川知子、野川由美子、宮本信子、小山ルミ、七海水帆子、辻村真人、ハナ肇、左卜全（詳細不明）
第1期のみ
うつみみどり（現・うつみ宮土理）、吉田日出子、沖山秀子、ジュディ・オング、太田淑子、野呂圭介、石崎恵美子
第2期のみ
岡崎友紀、キャロライン洋子

### 出演者に関する備考
- 冒頭のタイトルは、MCである2人がシルクハットとタキシードでパフォーマンスしつつ、その日に出演するタレントが都内各地を自らの名前のプラカードを持って行進するというものだった[3]。なお行進の間と提供クレジットの部分は、第1期では打ち上げ花火や帆船などの映像が映されたのに対し、第2期ではこれに代わってアニメーションが映された。
- 基本的にコント55号以外のお笑いタレントは起用せず、本格的な俳優・歌手を起用していた。また、コント55号も萩本と坂上を別々に出演させていた。
- うつみはこの番組の出演をきっかけに「ケロンパ」の愛称が付けられた。またうつみが劇中で発した「何だかとってもうれしいわ。」も流行語となった。
- 野川[誰?]は後年、本番組とコンセプトの似ている『サラリーマンNEO』（NHK総合テレビ）のSeason 1（2006年）にも出演した。
- 全員が主役であり脇役である、を番組制作の方針としてしていたため、宍戸錠が新人の後ろを通行人役で歩くという他では考えられないようなコントもあった。

## スタッフ
- プロデューサー→企画：井原高忠[1][2]
- 演出→プロデューサー：仁科俊介、勝田健
- 演出：齋藤太朗、田中知己、せんぼんよしこ
- 音楽：宮川泰、前田憲男[10]
- 総監修：三木鶏郎
- 構成：井上ひさし、奥山侊伸、田村隆、河村シゲル、松原敏春、喰始、林家こん平、キノトール、浦沢義雄、河野洋、津瀬宏 ほか、合計42名の放送作家を動員
- 製作著作：日本テレビ
- 提供：武田薬品工業[注 1]、サントリー、本田技研工業

## コーナー
- アイキャッチアニメ「ゲバゲバ・ピー」
- アッと驚くタメゴロー
- テレビ番組パロディ「テレビダイジェストコーナー」 - 第1期だけで、内容は下記など。
  - 『なんでもやりまショー』ならぬ『いい加減にやりまショー』（当時はワンコーナーの「どっきりカメラ」ならぬ「びっくりカメラ」）
  - 『象印スターものまね大合戦』ならぬ『カバ印スターものまね大乱戦』
  - 『肝っ玉かあさん』ならぬ『ひょうろく玉父さん』
  - 『サインはV』ならぬ『サインはH』 - これはDVDにも収録されている。
  - 『お笑い頭の体操』ならぬ『大笑い頭の運動』 - 巨泉は出ず。
  - 『夜のヒットスタジオ』と『11PM』の合体パロディ『夜のヒットイレブン』 - 前武は出演。
  - 最終回はセルフパロディ『巨泉×前武ゲバゲバ90秒』 - 巨泉・前武を初めとする全出演者がチャカチャカ動き回っていた。
- ある異常な団体に起った普通の出来事 - 一日一善友の会会員たちのコント。
- 言いたいこと言ってら〜Say Say
- iFもし…… - 「もし…だったら」をテーマにしたコント。「ドアが開かなかったら」などがある。
- エンディング開けのギャグ - 「剣の達人」などがある。
- OH!マイホーム - 「なぐりあい家族」や「神頼み家族」などがある。
- 大人のための子供のうた - 「かくれんぼ」や「春よ来い」、「春が来た」などがある。
- 巨泉のある人生
- ゲバゲバ今週の大クイズ!
- コドモとオトナのトーク - 石崎恵美子（第1期）またはキャロライン洋子（第2期）が大橋巨泉や朝丘雪路などとトークをする。
- 今週のおすすめ - 「内職」などがある。
- 今週の時代劇 - 「加賀の千代女」などがある。
- 今週の特集 - 「メロドラマ」「極悪非道オールスター」「別荘悲話」「イエロー・リボン賞受賞前夜」などがある。
- CM開けギャグ - 「ネズミの巣」「剣の達人」「時代劇」「タンカ」「喫茶店」などがある。
- ショート・アニメ - 「ゲバゲバおじさんの連ギャグ」「ミュージック・ギャグ」などがある。
- ショート・ギャグ - 「ボクシング」「マニキュア」などがある。
- タップダンス - 宍戸とゲバゲバおじさんが出演するアニメ合成作品。
- タメゴロー - 「花畑のタメゴロー」「ロバとタメゴロー」「マネキンとタメゴロー」「雪中のタメゴロー」「雲上のタメゴロー」などがある。
- 生放送エンディング・トーク
- 生放送オープニング・トーク
- 生放送トーク
- 日本わらべ唄考
- フィルム・トーク - 「寒い」などがある。
- 武道 - 大橋巨線主演。
- モノマネ・トーク - 前田が永六輔のものまねをして巨泉主演の「武道」を紹介する。
- ロケ・フィルム - 「ゴーゴー・ダンス」「公園のオブジェ」「釣り」「水着でジャンプ」「海岸のアベック」などがある。

## ショート・ギャグ
- 家風呂
- ソファ - 萩本出演。
- エレベーター - アニメ合成作品。
- 回転ドア - キャロラインらが出演。
- 歌舞伎
- ガンマン - アニメ合成作品で、宍戸が出演。
- 逆回転工事現場
- 靴磨き - 小松らが出演。
- 玄関
- 高座
- 工事現場
- 作曲 - アニメ合成作品。
- サンタクロース
- 自画自賛 - 前田出演。
- 指揮者 - 熊倉出演。
- 受話器 - 宍戸出演。
- スタジオ内大移動 - 朝丘出演。
- タイプライター
- テレビ - 萩本出演。
- 投げキッス - 藤村と松岡が出演するアニメ合成作品。
- ハンター - 巨泉出演。
- 火の用心 - 萩本出演。
- ブラで目かくし
- フルート - アニメ合成作品で、藤村が出演。
- ベッドと電話
- ボクサー
- ボクシング - 藤村らが出演。
- マニキュア
- 無線 - 大辻出演のアニメ合成作品。
- 餅 - 藤村出演のアニメ合成作品。
- ランプ売り場 - 坂上と吉田が出演。
- 列車の椅子 - 萩本と熊倉が出演。

## ゲバゲバおじさん
アイキャッチなどのこの番組で流れるアニメーションは木下蓮三とスタジオロータスが制作（スタジオロータス設立前に木下が所属していた虫プロダクションも制作に関わっている）。主に登場したのは「ゲバゲバおじさん」と呼ばれるキャラクターだが、関係者の話によると、ゲバゲバおじさんのモデルは木下本人であるという。その後、木下蓮三とスタジオロータスは後に『カリキュラマシーン』などのアニメーションも制作した。1986年にはゲバゲバおじさんを主役にしたOVA作品『ゲバゲバ笑タイム！』が製作・発売された。
アイキャッチで「ゲバゲバおじさん」がアカンベーをする時のサウンド・ロゴ「ゲバゲバ“ピィーッ”」の「ピィー」は、アポロ11号の交信音（“Go Ahead”の信号）からとっている。後にNTTドコモのPHS「ドラえホン」のCMでパロディ化された（当時ドラえもんでドラえもん役をやっていた大山のぶ代自身が声をあてた）。

## テーマ曲
宮川泰の作曲した印象的な行進曲調のオープニングテーマは、1998年にバップから『ゲバゲバ90分!ミュージックファイル』としてCD化された。また、CMやテレビ番組のBGMに使われていることもある。
- 1998年 アメリカのバンドセイヴ・フェリス（英語: Save Ferris）によるカヴァー。ホンダ・HR-Vで使用（なお、前述の通りホンダは当番組のスポンサーのうちの1社だった）。
- 1999年 OVA『てなもんやボイジャーズ』のオープニングテーマ。
- 2005年～ キリンビールのビール風味アルコール飲料『キリン のどごし<生>』（山口智充出演）のCM。
- テレビ東京『ペット大集合!ポチたま』の「まさお君が行く!ポチたまペットの旅」のオープニングテーマ（2006年秋まで）
- ダイコクドラッグの店内BGM。ただし、メロディが若干異なる。

日本音楽著作権協会（JASRAC）の著作権使用料分配額（国内作品）ランキングでは、2008年度の年間10位、2010年度の年間10位、2011年度の年間10位、2012年度の年間7位 を獲得している。

## 放送局

### 巨泉・前武ゲバゲバ90分!
全て放送時間は火曜 20:00 - 21:26、制作局・日本テレビと同時ネット
- 日本テレビ - 製作局
- 札幌テレビ[20] - 当時は日本テレビ系とフジテレビ系のクロスネット局。
- 青森放送[21]
- テレビ岩手[22]
- 秋田放送[21]
- 山形放送[23]
- ミヤギテレビ - 1970年10月開局後の第2期のみ[24]
- 新潟総合テレビ[25]
- 北日本放送[26]
- 福井放送[26] - 当時は日本テレビ系列単独加盟局。
- 山梨放送[27]
- 名古屋テレビ[28] - 当時は日本テレビ系とNETテレビ系のクロスネット局[注 2]。

- よみうりテレビ[29]
- 日本海テレビ[30]
- 西日本放送[31]
- 広島ホームテレビ（NETテレビ系）- 第2期のみ。番組放送当時は、広島テレビ（当時は日本テレビ系とフジテレビ系のクロスネット局）の編成からあぶれた日テレ系番組もネットしていた[注 3]
- 山口放送[32]
- 四国放送[33]
- 南海放送[32]
- 高知放送[32]
- 福岡放送[34]
- テレビ大分[32]

### 巨泉・前武ゲバゲバ30分! (1970年4月 - 9月)
特記の無い限り全て放送時間は日曜 14:00 - 14:30、制作局・日本テレビと同時ネット
- 日本テレビ - 製作局
- 札幌テレビ[35]
- 青森放送[36]
- テレビ岩手[37]
- 秋田放送[36]
- 山形放送[38]
- 仙台放送：土曜 16:30 - 17:00[39]
- 新潟総合テレビ[40]
- 北日本放送[41]
- 福井放送[41]
- 山梨放送[42]
- 名古屋テレビ[43]
- よみうりテレビ[44]

- 日本海テレビ[45]
- 西日本放送[46]
- 広島テレビ：日曜 10:30 - 11:00[46]
- 山口放送[47]
- 四国放送[48]
- 南海放送[47]
- 高知放送[47]
- 福岡放送[49]
- テレビ長崎[49]
- テレビ熊本[49]
- テレビ大分[47]
- テレビ宮崎[50]
- 鹿児島テレビ[50]

## DVD-BOX
この番組が放送されていた当時は、放送局で使用するVTRが2インチ規格で機器・テープ共高価だった事情等で、放送用のカラー録画テープは2本しか残っていなかった。日本テレビが2003年に東京都千代田区二番町の旧社屋から東京都港区東新橋（汐留）の現社屋「日テレタワー」への移転作業で旧麹町社屋の資料保管庫を整理していたところ、放送確認用に別途撮っていたという本番組の旧式モノクロ録画テープ（ソニー製V32）99本 が発掘された。これを受けて日本テレビの技術スタッフが映像の修復作業を試み（修復を担当したのは現在でも旧型機材を保有する有限会社レトロエンタープライズ）、再生に成功。2009年4月22日には、この時に得られた映像を集めたDVD-BOX『巨泉×前武 ゲバゲバ90分!傑作選 DVD-BOX』がバップから発売された。
またこれに先立ち、同年4月19日（日曜） 14:00 - 15:00 に日本テレビで『今甦る!巨泉・前武ゲバゲバ90分!』というスペシャル番組が放送された。

### 注
1. ↑  現在コンシューマー事業はアリナミン製薬・ハウスウェルネスフーズ・三菱商事ライフサイエンスに事業分割されている。
2. ↑  『輝け!五郎・マペット ゲバゲバ90分!』と『ゲバゲバ90分!+30』は中京テレビで放送された。
3. ↑  第1期の30分編集版『巨泉・前武ゲバゲバ30分』（日曜10:30 - 11:00。出典：中国新聞、1970年8月30日朝刊、テレビ欄）と『輝け!五郎・マペット ゲバゲバ90分!』と『ゲバゲバ90分!+30』は広島テレビで放送された。